# 能勢電気軌道50形電車

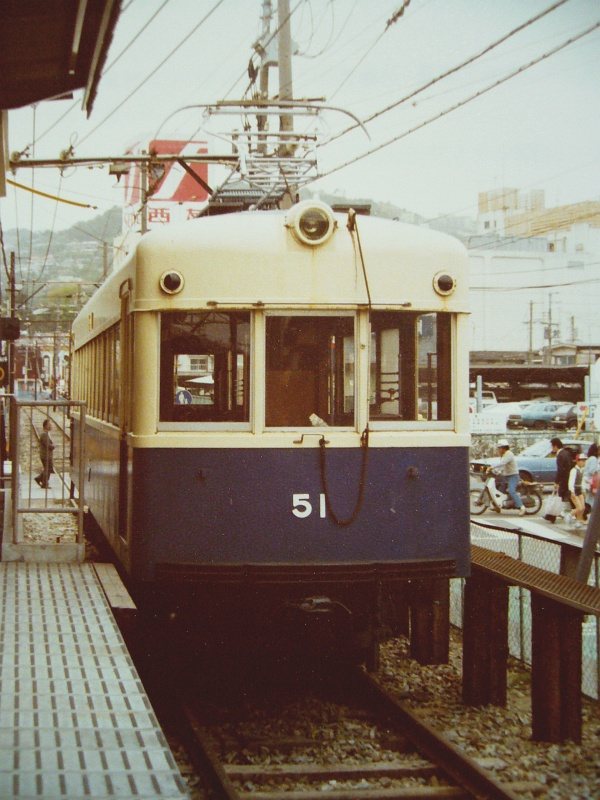
車両前面。
登場当初は表示幕があり、車両番号は左下に書かれ、尾灯も左側のみであった。

能勢電気軌道50形電車（のせでんききどう50がたでんしゃ）は、（能勢電気軌道→）能勢電鉄に在籍した電車である。
本項では、50形と同じ設計思想に基づく60形電車についても解説する。

## 概要
いずれの車両も、旧来の車両の走行装置に新製した半鋼製車体を載せた、いわゆる車体更新車で、70形（元阪急37形）を改造したものが50形、阪急40形を種車としたものが60形である。1953年（昭和28年）に50形50・51（種車：71・73）、1955年（昭和30年）に52および60形61・62（種車：72・40・41）の順で竣工した。車体の製造は、52のみ帝国車輛で行われ、それ以外の車体はナニワ工機製である。
車体はそれまで在籍していた車両より大きく、収容力も他の車両に比して大きい画期的な車両であった。この車両を運用するために滝山 - 鼓滝間にあった矢問駅が廃され、代わって鶯の森駅が新設されるなど、路線上の変化も起こっている。
この車両を新造して以降、能勢電鉄は阪急の中古車から車両を賄っているため、51形・61形は能勢電鉄が独自に製造した最後の車両となっている。

## 構造
登場した当時、妙見線には路面区間があったが、ごく短い距離だったことから、窓の下降高さを210mmに制限して側窓の保護棒の代わりとした。窓周りの寸法は阪急810系に倣っている。車体はブルーとクリームで塗り分けられ、この塗装は31形の一部にも波及した。連結器は当初、50の能勢口方と51の妙見方にそれぞれ取りつけられていたが、のちに50の連結器は51に転用されている。60形は連結器の取りつけ座はあるものの実際には装備されていない。
尾灯は車両上部に2つ取りつけられている。最初に登場した51および52は、製造当初この尾灯が片側のみに付いていたが、後にもう片方追加され、他の車両と同じスタイルとなった。また全車両とも車両前面には方向幕があったが、1963年に天井を剛板化した際に埋められ、この際に、前面の車両番号も左下から中央に移された。
50形は台車の関係で走行中の揺れが大きく、また主電動機の不調が相次いだため、1962年に40形43・45の機器を換装することとなった。この改造により、50・51と60形は実質同形車となった。
製造当初の集電装置はトロリーポールであった。後年、架線吊下方式の変更に伴い、妙見線能勢口 - 妙見口間の運用から撤退する直前に全車両Zパンタグラフに換装されている。

## 運用
登場後から（池田駅前→）川西国鉄前 - （能勢口→）川西能勢口間を含む全線で運用された。
1966年に能勢口 -（妙見→） 妙見口間の車両が大型化されると50・52・60が廃車となった。以降、51と61が川西国鉄前 - 川西能勢口間の折り返し運転用として残されたが、晩年は専ら51が使用され61は予備車的な扱いであった。その後、同区間の廃止に伴い1982年に廃車となった。
廃車された3両の車体は、平野車庫で倉庫として使用されていたが、こちらも、51・61の廃車前後に順次撤去されている。
※括弧内はその駅の改称前の名称